# ComicWorks
ComicWorks（コミックワークス）は、デリーター株式会社（DELETER.Inc.）が販売している漫画制作用ドローソフト。プログラム開発元はシステム・プロダクト（2010年以降は、システム・プロダクトのグラフィックソフト開発部門が分社化したピージーエヌ）である。
通称「コミワク」。セルシスのComicStudio（コミスタ）と並ぶ、ゼロ年代における主要なデジタル漫画制作ソフトであった。2010年代以降、方向性などは同じ開発者が手掛ける「mdiapp」および「コミラボ」に引き継がれ、2020年代以降は「FireAlpaca」に引き継がれている。

## 特徴

### ソフトウェアの概要
スクリーントーン販売メーカーであるDELETERからの発売という事で、同社のトーンのデータが豊富に同梱されていることが大きな特徴。購入直後から利用可能なトーンの種類は、ComicWorks Ver2.MAXでは約800種類、ComicWorks Ver2では約200種類あった。2004年にComicWorks Ver2.MAXおよびComicWorks Ver2がリリースされて以来、長らくバージョンアップが止まっており、ライバル製品のComicStudioに遅れをとっていたが、久しぶりのバージョンアップとしてComicWorks NEOが2011年にリリースされた。Ver2.MAXでは毎年2回の頻度で追加トーンデータが無料でダウンロード提供されていたが、ComicWorks NEO以降はComicStudioと同様にトーンデータが単体で販売される形式を取っている。

### 機能等の特徴
- パッケージでは、デリータースクリーンを搭載し、機能を漫画やイラスト創作に特化した専用ソフトが定義されている。
- 競合製品であるComicStudioと比較した場合、手作業による作画（いわゆるアナログ作画）で出来ることを、可能な限り再現できるように配慮されているのが特徴。さらに、ComicStudioにも搭載されているベクタペンや、左右・上下の反転（鏡像）状態でそのまま作業する等、デジタルならではのCGレタッチに有用ないくつかの機能も搭載している。
- 開発者が同じのコミラボやmdiappと比較した場合、アナログ用画材の販売で知られるDELETERのサポートが受けられ、豊富なトーンデータ提供が行われるのが特徴である。一方で公式コミュニティは存在せず、オンラインサポートは弱い。逆にコミラボは豊富なコミュニティ運用実績のあるPGNのサポートが受けられるのが特徴で、mdiappは開発者本人のサポートが受けられるのが特徴。販売チャネルもそれぞれ違い、ComicWorksはパッケージソフト、コミラボは企業によるシェアウェア、mdiappは個人によるシェアウェアとなっている。
- インクレイヤ（モノクロ1bit）、256色グレースケールレイヤ（8bit）、フルカラーレイヤ（24bit）を利用可能。いずれもラスタレイヤである。
- インクレイヤとグレースケールレイヤは下層のレイやのマスクとして設定することができ、ちょうどアナログ作画のホワイト修正のように使うことが可能である。マスクレイヤは下層のレイヤから、透過色を白とみなして、黒白を背景に基づいて反転色で表示する。
- カラーレイヤは描画モードとして、上位レイヤを指定色そのままに描画する（通常）ほか、下位の表示レイヤの色に基づいた加算・乗算による描画も可能である。
- 解像度は自由に選択可能。
- ペンと消しゴムのほか、鉛筆・エアブラシ・毛筆・水彩筆などのブラシパターンが用意されている。
- ベクタレイヤー上でネーム（台詞）を記入することが出来る。入力できる文字はWindowsのフォントファイルに依存する。必要に応じてラスタライズすることも可能。また、ラスタライズしなくても、選択ツールを「統合画像」（表示されている全レイヤ）に設定すれば、ネームレイヤに入力された文字を画像の一部として選択することが可能となる。
- 漫画ツールであることから、モノクロ原稿のDTPにもある程度配慮されており、印刷時にハーフトーンの線数と角度の指定ができる。これにより、細かいトーンを用いていても、プリンタ解像度が対応している範囲であれば、白とびを起こすことなく印刷できる。
- 漫画作品として、1ページ単位ではなく複数のページを「プロジェクト」ファイルとして一括して管理できる。とじしろまで考慮した複数ページの一括印刷など、製本作業まで意識した出力にも対応しており、ノンブルの自動採番および印刷など、デジタル入稿を意識した支援機能も存在する。
- DELETERが販売している原稿用紙に基づいた原稿テンプレートが数種類用意されている。これらはディスク媒体に含まれており、購入直後から利用可能である。指定する解像度に応じてテンプレートのドット数は調整される。

## 同系統のソフト
初代およびver2は、システム・プロダクトの開発・販売するイラスト製作ソフトであるopenCanvas（ver1.1）のOEMだった。DELETERから発売されているComicWorksの姉妹ソフトとして、カラーのイラスト製作に特化したCOMIC ART CG illustが存在し、これもopenCanvas（Ver.2.1以降）のOEMだった。
「ComicWorks NEO」は、初代コミワクの開発者が新たに開発したグラフィックソフトである「mdiapp」のOEMだった。同時期にピージーエヌの販売していた漫画製作ソフトのコミラボもmdiappのOEMだった。そのため、これらのソフトは操作性が極めて近いユーザインターフェースを有しており、独自形式ファイル「.mdp」の互換性があった。ただしサポート元が異なるため、DELETERのトーンデータ提供が行われるのはComicWorksのみであった。
ピージーエヌの展開しているイラスト制作ソフトのFireAlpaca、およびFireAlpacaのOEMとしてMediBangが販売している漫画制作ソフトのCloudAlpacaは、「mdiapp」と同じエンジンを使用しており、使用感も似ていた。また、2010年代前半には、mdiappの開発者が個人として、Android用漫画制作ソフトのLayerPaintをリリースしており、やはり使用感が似ていた。

## リリース履歴
- 2002年7月1日発売[3] - DELETER COMICWORKS 600
- 2002年12月1日発売[4] - DELETER COMICWORKS 600 SP1 (サービスパック1)
- 2003年4月1日発売[5] - DELETER COMICWORKS 1200
- 2003年4月1日発売[5] - DELETER COMICWORKS 1200 プレミアパック
- 2004年6月1日発売[6] - DELETER COMICWORKS Ver2
- 2004年6月1日発売[6] - DELETER COMICWORKS Ver2 MAX
- 2011年6月17日発売[7] - DELETER COMICWORKS NEO
  - 上記ソフトのバージョンアップ版ではない。機能と描画画面の外観をmdiappやコミラボと同じもので、しかもトーン素材100種類が追加に入った。
- 2011年11月18日発売[7] - DELETER COMICWORKS NEO バンドルパック vol.0
  - 従来のCOMICWORKS NEOに、「デリータースクリーン for COMICWORKS NEO vol.0」のトーン素材100種類が追加に入った製品。計200種類のトーン素材収録。

## ガイドブック
- 『デジタルコミック制作ガイド COMICWORKS2で描くデジタルマンガ』（オーム社、2004年6月1日発売）ISBN 4-274-06567-7
  - 鱒木・須崎亮太郎・稲葉哲ノ介・冨岡晶／共著
- 『パソコンで描くイラスト＆マンガの教科書 - 「CGillust NEO」「COMICWORKS NEO」公式ガイドブック』（角川書店〈アスキー・メディアワークス〉、2012年1月31日発売）ISBN 978-4-04-886232-5
  - 平井太朗／著、デリーター株式会社／監修

## 主な使用者
- さいとうつかさ
- 高津カリノ